# Саларьево (станция метро)
«Сала́рьево» — станция Московского метрополитена на Сокольнической линии. Расположена между Киевским шоссе и деревней Саларьево на территории района Коммунарка Новомосковского административного округа Москвы. Открытие состоялось 15 февраля 2016 года при продлении Сокольнической линии на один перегон от станции «Румянцево». До 20 июня 2019 года была южной конечной.
Станция является частью одноимённого транспортно-пересадочного узла, открытого 22 апреля 2019 года.
На станции расположены самые короткие эскалаторы в Московском метрополитене — в южном вестибюле станции высота их подъёма составляет всего 3,1 м.

## История
Участок предполагаемого размещения станции метро «Саларьево» находился в частной собственности, что значительно затрудняло проектирование объекта. Оптимальный вариант размещения укрепился в начале 2013 года, с таким расчётом, чтобы минимально затрагивать интересы собственников, обеспечив им максимальную капитализацию их земельных участков.
К лету 2013 года на участке были успешно проведены геологоразведочные работы. В течение 2013 года была огорожена зона строительства, установлен забор с информационным щитом. Начиная с 20 февраля 2014 года активно велось раскрытие котлована. 1 марта в зоне работ были установлены первые расстрелы. 2—3 апреля приступили к строительству монтажной камеры тоннелепроходческого механизированного комплекса (ТПМК) в сторону станции «Румянцево», а также демонтажной камеры для щита «Лия», запуск которого должен был состояться в мае.
23 апреля 2014 года стартовала проходка правого перегонного тоннеля между «Саларьевым» и «Румянцевым» тоннелепроходческим комплексом Herrenknecht S-453. По заведённой метростроевцами традиции, ТПМК было присвоено женское имя — «Надежда». ТПМК предстояло пройти 1411 метров до станции «Румянцево».
Проходка левого перегонного тоннеля стартовала 1 июня 2014 года ТПМК S-775 «Лия» и была завершена в рекордные сроки. Уже 1 октября ТПМК вышел в демонтажную камеру у станции «Румянцево», обогнав строящий соседний тоннель ТПМК «Надежда». Последний закончил проходку только в конце февраля 2015 года.
С открытием станции «Румянцево» станция «Саларьево» открылась для графикового оборота поездов без пассажиров. Официально станция открылась с одним вестибюлем 15 февраля 2016 года, став 200-й станцией Московского метрополитена. Второй вестибюль станции был достроен и открыт в конце апреля 2016 года.
Станция является победителем в городском конкурсе «Лучший реализованный проект в области строительства 2016 года» в номинации «Лучший реализованный проект строительства объектов метрополитена и железнодорожного транспорта».
8 мая 2024 года в Новой Москве были упразднены поселения в пользу новых районов, а также произошёл обмен участками территорий существующих районов с вновь образованными. В результате реформы станция, располагавшаяся на территории поселения Московский, оказалась в районе Коммунарка[значимость факта?].
| - Строительство центрального зала станции 2 мая 2015 года - Станция в процессе отделки стен 7 декабря 2015 года - Постер с проектом - Сергей Собянин осматривает станцию 31 декабря 2015 года |

## Архитектура и оформление
В 2014 году было представлено архитектурное решение авторства А. И. Тарасова и Н. Д. Деева. Согласно ему, станция проектируется колонной трёхпролётной, в оформлении должен быть подчёркнут её каркасный характер. Отделка путевых стен, потолка и мощение пола должны повторять визуальные квадраты, образуемые колоннами и балками несущего железобетонного каркаса. Такое же оформление используется для кассовых залов. Были представлены несколько вариантов исполнения этого решения: монохромный из оттенков серого, с добавлением оттенков бежевого и с использованием на путевых стенах контрастных панелей оранжево-коричневой гаммы.
| - Билетные кассы - Турникеты - Лестница и эскалаторы - Лестница - Центральный зал - Название на путевой стене - Путевой зал - Платформа и путь - Крайняя часть станции - Название станции над лавочкой |

## Расположение и вестибюли
Станция расположена на южной стороне Киевского шоссе. Рядом со станцией построена парковка для автотранспорта вместимостью в 1000 машино-мест, полигон ТБО «Саларьево» и деревня Саларьево из пяти улиц, в которой живут около 1000 человек. С весны 2018 года парковка закрыта, на её месте возведён торгово-развлекательный центр «Саларис». Также неподалёку расположено Хованское кладбище.
Один из вестибюлей станции (южный) работает только на выход пассажиров, а противоположный (северный) — только на вход. Аналогично организован вход и выход на станции «Беломорская».
| - Входной вестибюль станции - Надпись на входном вестибюле станции |

## Пассажиропоток
В течение первых пяти дней после открытия станцией воспользовались 120 тысяч человек, ежесуточный пассажиропоток составил 36 тысяч человек.
В первом полугодии 2018 года станцией воспользовались 5,8 млн человек.

## Наземный общественный транспорт

### Городской
На этой станции можно пересесть на следующие маршруты городского пассажирского транспорта:
- Автобусы: е10, 108, 158, с179, 272, 298, 420, 446, 507, 600, 600к, 707, 720, 734, 863, 892, 911, 1002, МК2

### Областной
На этой же станции можно пересесть на областные автобусные маршруты:

309, 486, 490, 569

## Транспортно-пересадочный узел
22 апреля 2019 года был открыт ТПУ «Саларьево», в состав которого вошла станция. Также осенью в его составе был открыт одноимённый международный автовокзал.
В перспективе ожидается пуск линий скоростного трамвая от станции «Саларьево» до Троицка и Московского. Соответствующий проект был утверждён в марте 2018 года.

## Нереализованный проект

Нереализованный проект станции ООО «ПКБ „Инжпроект“», 2013 год

Нереализованный проект станции был разработан проектно-конструкторским бюро «Инжпроект». По варианту, предложенному им в 2013 году, перронный центральный зал должен был иметь всего три опоры, расходящиеся кверху, что позволило бы вместить наибольшее количество пассажиров.
Также за станцией должно было располагаться одноимённое электродепо на месте нынешнего ЖК «Саларьево парк». В итоге в июле 2020 года на середине перегона Саларьево — Филатов Луг был сооружён подземный четырёхпутный парк отстоя подвижного состава, формально находящийся в границах станции метро «Филатов Луг».

## Станция в цифрах
- Таблица времени прохождения первого поезда через станцию[21]:

| По чётным числам              | Будние дни | Выходные дни |
| По нечётным числам            | Будние дни | Выходные дни |
| В сторону станции «Румянцево» | 05:51:00   | 05:51:00     |
| В сторону станции «Румянцево» | 05:53:00   | 05:53:00     |

## В компьютерных играх
Под «Саларьево» стилизована вымышленная станция «Восход» на карте Imagine line с вымышленной Селигерской линией в дополнении (моде) «Metrostroi Subway Simulator» к игре «Garry's Mod» в Steam. Станция смоделирована и подключена «игроками-энтузиастами» к системе СЦБ с основным средством сигнализации в виде автоблокировки со светофорами и защитными участками, дополненной АЛС-АРС и функционирует в виде аддонов в Steam Workshop (в реальности на Сокольнической линии основным средством сигнализации является АЛС-АРС без автостопов и защитных участков с нормально погашенными светофорами автоматического действия; на них обязательно включение светофоров автоблокировки с «привычными» сигналами для осуществления проезда подвижного состава с необорудованными/неисправными/отключёнными устройствами АЛС-АРС, поскольку сигнал «один синий огонь», согласно Инструкции по сигнализации (ИСИ), штатно включённый на светофорах полуавтоматического действия (у путевого развития) является для поездов без АЛС-АРС запрещающим показанием). Дополнение отличается от других компьютерных симуляторов поезда высокой реалистичностью и широкой кастомизацией каких-либо действий.

## Путевое развитие
За платформой станции в сторону станции «Филатов Луг» находятся оборотные тупики. Главные пути идут по отклонению, а продолжения I и
II путей, практически выходя на поверхность, заканчиваются тупиками.